# Xenophrys longipes
Xenophrys longipes és una espècie d'amfibi que viu a Malàisia, Tailàndia i, possiblement també, a Cambodja.
Està amenaçada d'extinció per la pèrdua del seu hàbitat natural.